# Insulochamus thomensis
Insulochamus thomensis är en skalbaggsart som först beskrevs av Jordan 1903.  Insulochamus thomensis ingår i släktet Insulochamus och familjen långhorningar.
Artens utbredningsområde är São Tomé. Inga underarter finns listade i Catalogue of Life.